# Matrimonio a prima vista Italia (ottava edizione)
L'ottava edizione del reality show Matrimonio a prima vista Italia è andata in onda in prima serata su Real Time dal 16 febbraio al 6 aprile 2022, per nove puntate.
Il programma è condotto con la presenza di tre esperti: Mario Abis (come sociologo) e Nada Loffredi (come sessuologa e psicoterapeuta) - per l'ottavo anno consecutivo, e di Andrea Favaretto, (come life coach), per il secondo anno consecutivo.

## I partecipanti
| Coppia | Coppia                | Età | Professione                           | Città           | Decisione Finale | Stato dopo alcuni mesi | Stato attuale |
| n°     | Sposi                 | Età | Professione                           | Città           | Decisione Finale | Stato dopo alcuni mesi | Stato attuale |
| ------ | --------------------- | --- | ------------------------------------- | --------------- | ---------------- | ---------------------- | ------------- |
| 1      | Giorgia Rosati        | 28  | Tecnico di circolazione extracorporea | Rieti           | Sposati          | Sposati                | Divorziati    |
| 1      | Antonio Quarta        | 29  | Rappresentante                        | Castrì di Lecce | Sposati          | Sposati                | Divorziati    |
| 2      | Cristina Cadei Danesi | 30  | Disoccupata                           | Capriolo        | Sposati          | Divorziati             | Divorziati    |
| 2      | Mattia Viteritti      | 34  | Libero professionista                 | Bernareggio     | Sposati          | Divorziati             | Divorziati    |
| 3      | Giorgia Bracco        | 27  | Impiegata                             | Mondovì         | Sposati          | Divorziati             | Divorziati    |
| 3      | Gianluca Ferrara      | 30  | Imprenditore                          | Nichelino       | Sposati          | Divorziati             | Divorziati    |

## Ascolti
| Episodi | Nome episodio                        | Messa in onda    | Telespettatori | Share |
| ------- | ------------------------------------ | ---------------- | -------------- | ----- |
| 1       | La formazione delle coppie           | 16 febbraio 2022 | 457.000        | 1,98% |
| 2       | Il matrimonio                        | 16 febbraio 2022 | 592.000        | 3,60% |
| 3       | La luna di miele                     | 23 febbraio 2022 | 488.000        | 2,10% |
| 4       | Dal viaggio di nozze alla convivenza | 2 marzo 2022     | 569.000        | 2,30% |
| 5       | Inizia la convivenza                 | 9 marzo 2022     | 622.000        | 2,70% |
| 6       | Vivere insieme                       | 16 marzo 2022    | 532.000        | 2,40% |
| 7       | La reunion                           | 23 marzo 2022    | 508.000        | 2,27% |
| 8       | La scelta finale                     | 30 marzo 2022    | 616.000        | 2,60% |
| 9       | E poi...                             | 6 aprile 2022    | 641.000        | 2,80% |
| Media   | Media                                | Media            | 558.000        | 2,53% |